# Zofia Ładyńska
Zofia Ładyńska z domu Rebecka (ur. 9 listopada 1927 w Żyrardowie, zm. 3 czerwca 2020 w Grodzisku Mazowieckim) – polska włókniarka i działaczka partyjna, posłanka na Sejm PRL VI i VII kadencji.

## Życiorys
Córka Aleksandra i Florentyny z Dutkiewiczów. Od 1948 pracowała w Żyrardowskich Zakładach Przemysłu Lniarskiego (jako drukarz tkanin).
Od 1947 należała do Polskiej Partii Robotniczej, od 1948 do Polskiej Zjednoczonej Partii Robotniczej. Była m.in. członkiem egzekutywy w Komitecie Miejskim partii w Pruszkowie, Żyrardowie i Skierniewicach, a także w Warszawskim Komitecie Wojewódzkim PZPR. Sprawowała mandat radnej Miejskiej Rady Narodowej w Żyrardowie. Poseł na Sejm PRL VI i VII (1972–1980) – w VI kadencji reprezentowała okręg Pruszków, a w VII kadencji okręg Skierniewice. Członkini sejmowej komisji pracy i spraw socjalnych. Była delegatką na V (1968) i VII (1975) Zjazd PZPR.
Zamężna, miała dwie córki. Pochowana na cmentarzu parafialnym w Żyrardowie.

## Odznaczenia
- Krzyż Kawalerski Orderu Odrodzenia Polski
- Srebrny Krzyż Zasługi
- Medal 30-lecia Polski Ludowej[3]